# Kehrenbach
Kehrenbach ist ein Stadtteil von Melsungen im nordhessischen Schwalm-Eder-Kreis.

## Geographie
Kehrenbach liegt im Melsunger Bergland rund 6 km (Luftlinie) nordöstlich des Zentrums der Melsunger Kernstadt. Durchflossen wird es vom Fulda-Zufluss Kehrenbach, in den etwas südlich der Ortschaft der kleine Sandgraben mündet. In das von Wald umgebene Dorf führt als Stichstraße, von der unweit südlich gelegenen Landesstraße 3147 (Melsungen–Kirchhof–Günsterode) kommend, die Kreisstraße 141.

## Geschichte
Der Ort Kehrenbach wurde erstmals 1209 in einem Besitzverzeichnis des St.-Petri-Stifts Fritzlar erwähnt. In historischen Dokumenten ist der Ort unter folgenden Ortsnamen belegt (in Klammern das Jahr der Erwähnung): Kornbach (1375); Karnbach (1452); Cornbach (1463); Kerenbach (1474); Körnbach (1575).
1469/70 veranlasste Landgraf Ludwig II. von Hessen den Bau des Jagdschlosses Kehrenbach (südlich des heutigen Ortes). Das Gebäude stand am Fuldazufluss Kehrenbach an einem Seitenweg der Salzhandelsstraße Sälzerweg.
Die Geschichte des 1772 verwaisten Köhlersohns Andreas Geyer (* 22. Juli 1761) aus Kehrenbach, der später zur See fuhr, auf einer Insel im Indischen Ozean strandete und viele Jahre später für einen Kurzaufenthalt reich zurückkehrte, um seine Stiefschwester Anna Catharina Wolfrum, die als Säugling ebenfalls den Hausbrand auf dem heutigen Grundstück Kehrenbachstraße 39 überlebte, zu besuchen, wurde mehrfach literarisch verarbeitet: Zunächst 1878 von Jakob Christoph Karl Hoffmeister, Sohn des Eiterhagener Pfarrers, dann 1909 erneut von Hermann Kohlmetz als Der Negerfürst.
Die zuvor selbstständige Gemeinde Kehrenbach wurde im Zuge der Gebietsreform in Hessen zum 1. Februar 1971 auf freiwilliger Basis in die Stadt Melsungen eingemeindet. Für Kehrenbach, wie für alle bei der Gebietsreform eingegliederten Gemeinden, wurde ein Ortsbezirk mit Ortsbeirat und Ortsvorsteher nach der Hessischen Gemeindeordnung gebildet.

## Bevölkerung
Einwohnerstruktur 2011
Nach den Erhebungen des Zensus 2011 lebten am Stichtag, dem 9. Mai 2011, in Kehrenbach 300 Einwohner. Darunter waren keine Ausländer.
Nach dem Lebensalter waren 57 Einwohner unter 18 Jahren, 132 zwischen 18 und 49, 60 zwischen 50 und 64 und 51 Einwohner waren älter.
Die Einwohner lebten in 120 Haushalten. Davon waren 36 Singlehaushalte, 27 Paare ohne Kinder und 42 Paare mit Kindern, sowie 12 Alleinerziehende und keine Wohngemeinschaften. In 30 Haushalten lebten ausschließlich Senioren und in 81 Haushaltungen lebten keine Senioren.
Einwohnerentwicklung
- 1585: 12 Haushaltungen[1]
- 1747: 29 Haushaltungen[1]

| Kehrenbach: Einwohnerzahlen von 1834 bis 2020 | Kehrenbach: Einwohnerzahlen von 1834 bis 2020 | Kehrenbach: Einwohnerzahlen von 1834 bis 2020 | Kehrenbach: Einwohnerzahlen von 1834 bis 2020 | Kehrenbach: Einwohnerzahlen von 1834 bis 2020 |
| --- | --------------------------------------------- | --------------------------------------------- | --------------------------------------------- | --------------------------------------------- |
| Jahr |                                               |                                               |                                               | Einwohner                                     |
| 1834 | 1834                                          |                                               | 391                                           | 391                                           |
| 1840 | 1840                                          |                                               | 384                                           | 384                                           |
| 1846 | 1846                                          |                                               | 352                                           | 352                                           |
| 1852 | 1852                                          |                                               | 377                                           | 377                                           |
| 1858 | 1858                                          |                                               | 344                                           | 344                                           |
| 1864 | 1864                                          |                                               | 355                                           | 355                                           |
| 1871 | 1871                                          |                                               | 351                                           | 351                                           |
| 1875 | 1875                                          |                                               | 353                                           | 353                                           |
| 1885 | 1885                                          |                                               | 355                                           | 355                                           |
| 1895 | 1895                                          |                                               | 316                                           | 316                                           |
| 1905 | 1905                                          |                                               | 324                                           | 324                                           |
| 1910 | 1910                                          |                                               | 311                                           | 311                                           |
| 1925 | 1925                                          |                                               | 322                                           | 322                                           |
| 1939 | 1939                                          |                                               | 315                                           | 315                                           |
| 1946 | 1946                                          |                                               | 446                                           | 446                                           |
| 1950 | 1950                                          |                                               | 410                                           | 410                                           |
| 1956 | 1956                                          |                                               | 344                                           | 344                                           |
| 1961 | 1961                                          |                                               | 338                                           | 338                                           |
| 1967 | 1967                                          |                                               | 328                                           | 328                                           |
| 1970 | 1970                                          |                                               | 339                                           | 339                                           |
| 1980 | 1980                                          |                                               | ?                                             | ?                                             |
| 1990 | 1990                                          |                                               | ?                                             | ?                                             |
| 2000 | 2000                                          |                                               | ?                                             | ?                                             |
| 2011 | 2011                                          |                                               | 300                                           | 300                                           |
| 2020 | 2020                                          |                                               | 290                                           | 290                                           |
| Datenquelle: Historisches Gemeindeverzeichnis für Hessen: Die Bevölkerung der Gemeinden 1834 bis 1967. Wiesbaden: Hessisches Statistisches Landesamt, 1968. Weitere Quellen: LAGISLAGIS; 1970:; Stadt Melsungen:; Zensus 2011 |                                               |                                               |                                               |                                               |

Historische Religionszugehörigkeit
| • 1885: | 349 evangelische (= 98,31 %), 6 katholische (= 1,69 %) Einwohner  |
| • 1961: | 302 evangelische (= 89,35 %), 33 katholische (= 9,76 %) Einwohner |

## Politik
Für Kehrenbach besteht ein Ortsbezirk (Gebiete der ehemaligen Gemeinde Kehrenbach) mit Ortsbeirat und Ortsvorsteher nach der Hessischen Gemeindeordnung.
Der Ortsbeirat besteht aus sieben Mitgliedern. Bei den Kommunalwahlen in Hessen 2021 betrug die Wahlbeteiligung zum Ortsbeirat 70,67 %. Die meisten Kandidaten gehörten der SPD an. Der Ortsbeirat wählte Timo Hertwig zum Ortsvorsteher.

## Vereine
- FTSV 09 Kehrenbach, seit 1909
  - Fußball – SG Bartenwetzer (mit Günsterode/Schwarzenberg/Röhrenfurth)
  - Tennis
  - Gymnastik
  - Chor
  - Dart
- Freiwillige Feuerwehr seit 1930
- Oldie Club "Beat Box" seit 2003
- Jagdgenossen
- Kaninchenzuchtverein K89 seit 1966